# 1304
1304 (MCCCIV) fue un año bisiesto comenzado en miércoles del calendario juliano.

## Acontecimientos
- 8 de agosto: los reyes de Castilla y de Aragón firman el tratado de Torrellas: tierras de la provincia de Alicante y de las villas de Caudete y de Cartagena se incorporan a la Corona de Aragón
- 1 de noviembre: en la costa alemana del suroeste del mar Báltico, una marejada ciclónica inunda toda la región de Pomerania occidental. Mueren 271 personas. (Inundación del Día de Todos los Santos).

## Nacimientos
- 24 de febrero: Ibn Battuta, geógrafo y explorador bereber.
- 20 de julio: Francesco Petrarca, poeta italiano

## Fallecimientos
- 7 de julio: Benedicto XI, papa italiano.